# Nageoire impaire

Nageoires impaires
(3,4, 6 et 7 sur le schéma).

Les nageoires impaires d'un poisson sont celles situées sur son axe de symétrie. Elles s'appellent ainsi car, contrairement aux nageoires paires, elles ne sont qu'en un seul exemplaire. Les nageoires impaires comprennent les nageoires dorsales, les nageoires anales et la nageoire caudale.